# Joan Albert Argenter i Giralt
Joan Albert Argenter i Giralt (17 febrer 1947, Barcelona) és un filòleg, lingüista i catedràtic d'universitat. Fou president de la Secció Filològica de l'Institut d'Estudis Catalans, és traductor d'assaigs sobre temes lingüístics, fou director de la revista Límits i formà part del Consell de redacció de la revista Els Marges.
Argenter es llicencià en filologia romànica a la Universitat de Barcelona (UB) i posteriorment es doctorà en filologia hispànica a la Universitat Autònoma de Barcelona (UAB). D'aquesta universitat n'és catedràtic emèrit de lingüística general. El 1989 ingressà a l'Institut d'Estudis Catalans (IEC) i n'ha sigut president de la Secció Filològica (1995-2002) i, des del 2002, és titular de la seva Càtedra UNESCO de Diversitat Lingüística i Cultural, on promou projectes de revitalització de llengües amenaçades i l'estudi de la diversitat lingüística. També ha sigut membre del Consell de direcció del TERMCAT i del Patronat de la Fundació Mercè Rodoreda (1995-2002). És membre corresponent del Centre de Recerca sobre el Multilingüisme de la Universitat Lliure de Brussel·les i membre de la junta consultiva del Center for Multiple Languages and Literacies de la Universitat de Colúmbia (Nova York).
La seva activitat de recerca, que abraça la lingüística, la poètica i la sociolingüística, s'ha centrat en l'etnografia lingüística i la pragmàtica històriques, en els treballs de planificació de la llengua catalana de l'IEC i en els processos de manteniment i substitució lingüística. Fou director de Límits entre 1986 i 1990, revista d'assaig i informació sobre les Ciències del Llenguatge, de la qual n'aparegueren nou números en aquest període. Per a Límits traduí nombrosos articles sobre lingüística, els quals van contribuir a la dinamització de l'especialitat. Ha estat membre del Consell de Redacció de la revista Els Marges i dels consells científics de Ciència, Sintagma i Estudios de Sociolingüística. Feu col·laboracions a la Gran Enciclopèdia Larousse i al Diccionari de la llengua catalana (1995) de l'IEC. És autor de nombrosos estudis sobre lingüística, sociolingüística i poètica, com De Poètica i Lingüística (1984), Debat sobre la normalització lingüística (1991) i Elementos de lingüística (1996), juntament amb altres autors. És responsable de la Proposta per a un estàndard oral de la llengua catalana de l'IEC (1. Fonètica, 1998; 2. Morfologia, 1998), i editor de les Actes de l'International Workshop on Language, Brain and Verbal Behavior (1999).
Com a traductor ha acostat al català i al castellà obres en anglès, francès i italià. El 1969 traslladà de l'anglès La llengua en la humanitat, la nació i l'individu d'Otto Jespersen; en el pròleg Francesc Vallverdú elogià la inclusió d'exemples catalans en el text per tal de fer-lo més entenedor. El 1986 traduí Regles i representacions del lingüista Noam Chomsky. Entre els autors traduïts al castellà destaquen Georges Mounin, amb l'obra Saussure. Presentación y textos (1969); el grup d'estructuralistes de l'Escola de Praga, amb El Círculo de Praga (1972), un recull d'articles representatius de les seves aportacions; N. Chomsky, de qui traduí Reflexiones sobre el lenguaje (1979), amb Josep M. Nadal; i Roman Jakobson, amb Lingüística, poética, tiempo: conversaciones con Kristina Pomorka (1981).